# Brian Clough
Brian Howard Clough OBE (pronunție în engleză [klʌf]; n. 21 martie 1935, Middlesbrough, Anglia, Regatul Unit – d. 20 septembrie 2004, Derby, Anglia, Regatul Unit) a fost un fotbalist și antrenor englez de fotbal.
Ca jucător Clough a fost un marcator prolific la Middlesbrough F.C. și Sunderland A.F.C., marcând 251 de goluri în 274 de meciuri de campionat. El s-a retras din carieră la vârsta de 29 de ani, după ce a suferit o accidentare la ligamentul anterior al genunchiului. Cu toate astea el rămâne a fi unul din cei mai buni marcatori din Regatul Unit din toate timpurile.

## Palmares

### Ca antrenor
Derby County
- First Division (1): 1971–72
- Second Division (1): 1968–69
- Texaco Cup (1): 1971–72
- Watney Cup (1): 1970

Nottingham Forest
- First Division (1): 1977–78
- League Cup (4): 1977–78, 1978–79, 1988–89, 1989–90
- Full Members Cup (2): 1988–89, 1991–92
- FA Charity Shield (1): 1978
- Cupa Campionilor (2): 1978–79, 1979–80
- Supercupa Europei (1): 1979
- Cupa Anglo-Scoțiană (1): 1976–77

Distincții individuae
- Antrenorul anului (1): 1977–78
- Sunderland Solid Gold XI

## Statistici

### Antrenorat
| Hartlepools United     | Anglia | 1 octombrie 1965 | 1 mai 1967         | 84   | 35  | 13  | 36  | 41,67 |
| Derby County           | Anglia | 1 iunie 1967     | 15 octombrie 1973  | 289  | 135 | 70  | 84  | 46,71 |
| Brighton & Hove Albion | Anglia | 1 noiembrie 1973 | 30 iulie 1974      | 32   | 12  | 8   | 12  | 37,5  |
| Leeds United           | Anglia | 30 iulie 1974    | 12 septembrie 1974 | 7    | 1   | 3   | 3   | 14,29 |
| Nottingham Forest      | Anglia | 6 ianuarie 1975  | 8 mai 1993         | 907  | 411 | 246 | 250 | 45,31 |
| Total                  | Total  | Total            | Total              | 1319 | 594 | 340 | 385 | 45.03 |

## Legături externe
- brianclough.com
- Classic Brian Clough Quotes Arhivat în 19 iulie 2009, la Wayback Machine.
- Brian Howard Clough – Facebook Fan Page
- Brian Howard Clough - The Facebook Tribute
- Brian Clough timeline
- BBC Obituary
- Brian Clough Books Arhivat în 31 iulie 2013, la Wayback Machine.
- BBC quotations by Clough
- Brian Clough Memorial Service Arhivat în 1 septembrie 2009, la Wayback Machine.
- Brian Clough on BBC Tees
- Nottingham Forest's double European Cup win
- Brian Clough statisticile carierei de antrenor la Soccerbase
- English Football Hall of Fame Profile Arhivat în 27 septembrie 2007, la Archive.is
- Brian Clough Quotes
- Full Managerial Stats for Leeds United from WAFLL
- Your Tributes Arhivat în 31 iulie 2013, la Wayback Machine.